# Vittorio Cian
Vittorio Cian (* 19. Dezember 1862 in San Donà di Piave; † 26. Dezember 1951 in Ceres (Piemont)) war ein italienischer Senator, Romanist und Italianist.

## Leben und Werk
Cian studierte in Turin und schloss 1885 ab. Er lehrte als ordentlicher Professor an den Universitäten Messina (1895–1900), Pisa (1900–1908), Pavia (1908–1913) und schließlich an der Universität Turin.
Cian war von 1929 bis 1943 Senator des faschistischen Italien.
Cian war der Onkel des Intellektuellen und antifaschistischen Widerstandskämpfers Silvio Trentin (1885–1944).

## Werke
- Un decennio della vita di M. Pietro Bembo 1521–1531. Appunti biografici e saggio di studi sul Bembo con appendice di documenti inediti, Turin 1885
- (Hrsg. mit Carlo Salvioni) Le Rime di Bartolomeo Cavassico, 2 Bde., Bologna 1893–1894
- (Hrsg. mit Pietro Nurra) Canti popolari sardi, 2 Bde., Palermo/Turin 1893–1896
- (Hrsg.) Il Cortegiano, del conte Baldesar Castiglione, Florenz 1894
- Italia e Spagna nel secolo XVIII. Giovambattista Conti e alcune relazioni letterarie fra l’Italia e la Spagna nella seconda metà del settecento. Studii e ricerche, Turin 1896
- Sulle orme del Veltro. Studio dantesco, Messina 1897
- Un medaglione del Rinascimento. Cola Bruno Messinese e le sue relazioni con Pietro Bembo (1480 c.–1542), Florenz 1901
- Vivaldo Belcalzer e l’enciclopedismo italiano delle origini, Turin 1902
- (Hrsg.) Lettere di Vincenzo Gioberti a Pier Dionigi Pinelli (1833–1849), Turin 1913
- La Satira, 2 Bde., Mailand (Storia dei generi letterari italiani 3)
  - I. Dal Medioevo al Pontano, 1923
  - II. Dall Ariosto al Chiabrera, 1938–1939
- Gli Alfieriani-foscoliani piemontesi ed il romanticismo lombardo-piemontese del primo Risorgimento, Rom 1934
- (Hrsg.) Carteggi di Vincenzo Gioberti.
  - 1. Lettere di Pier Dionigi Pinelli a Vincenzo Gioberti, 1833–1849, Rom 1935
  - Vincenzo Gioberti e l’on. abate Giovanni Napoleone Monti. Da lettere inedite, Rom 1936
- (Hrsg.) Il Cantare quattrocentesco di S. Giovanni Evangelista, Vatikanstadt 1947
- Un Illustre nunzio pontificio del Rinascimento. Baldassarre Castiglione, Vatikanstadt 1951
- Vittorio Alfieri a Pisa, hrsg. von Alessandro Panajia, Pisa 2002
- (Hrsg.) Pietro Bembo, Motti, Mailand 2007
- (Hrsg.) Marcello Labor, servo di Dio. Epistolario, Padua 2009